# Łęcze
Łęcze (Duits: Lenzen) is een plaats in het Poolse district  Elbląski, woiwodschap Ermland-Mazurië. De plaats maakt deel uit van de gemeente Tolkmicko en telt 730 inwoners.